# Fédération des Émirats arabes unis de volley-ball
La Fédération des Émirats arabes unis de volleyball (United Arab Emirates Volleyball Association (en) UAEVBA) est une association regroupant les clubs de volley-ball des Émirats arabes unis  et organisant les compétitions nationales et les matchs internationaux de la sélection des Émirats arabes unis.
La fédération nationale des Émirats arabes unis est fondée en 1973. Elle est affiliée à la FIVB et à la AVC et est membre de l'AVA depuis 1975.

## Organisation de compétitions
- Compétitions nationales
  - Championnat des Émirats arabes unis de volley-ball
  - Coupe des Émirats arabes unis de volley-ball
- Autres (Tournois amicaux)
  - Tournoi International de Rashed (Équipes nationales)
  - Tournoi International de Bani Yas (Clubs)